# 上村遗址
上村遗址，位于山西省临汾市洪洞县城西25公里双昌乡，是中华人民共和国山西省文物保护单位之一。
1986年8月18日，授予山西省文物保护单位，是一座古遗址。